# Hannibal Buress
Hannibal Buress (Chicago, 4 februari 1983) is een Amerikaanse komiek, acteur en scenarioschrijver. Zijn bekendste rol is die van zichzelf als sidekick van Eric Andre in de Eric Andre Show. Hij woont in New York.

## Biografie en carrière
Buress is vernoemd naar de Carthaagse militair commandant Hannibal Barkas. Hij was te zien in The Awkward Comedy Show op Comedy Central, en naast komieken Baron Vaughn, Eric Andre, Marina Franklin, en Victor Varnado, en in de FX-sitcom Louie.
Zijn eerste stand-upcomedy-album "My Name is Hannibal" werd uitgebracht op 27 juli 2010.

## Filmografie

### Films
| Jaar                               | Titel                                       | Rol                |
| ---------------------------------- | ------------------------------------------- | ------------------ |
| 2011                               |                                             |                    |
| Heart Break                        | Darryl                                      |                    |
| 2012                               |                                             |                    |
| Sleepwalk with Me                  | Hannibal                                    |                    |
| 2013                               |                                             |                    |
| The Kings of Summer                | Buschauffeur                                |                    |
| 2014                               |                                             |                    |
| Bonnaroo 2014 Line Up Announcement | Hannibal                                    |                    |
| Bad Neighbours                     | Officier Watkins                            |                    |
| The Begun of Tigtone               | Seed Steed (stem)                           |                    |
| You Must Be Joking                 | Kenny                                       |                    |
| Flock of Dudes                     | Pussypop                                    |                    |
| 2015                               |                                             |                    |
| Band of Robbers                    | Ben Rogers                                  |                    |
| Daddy's Home                       | Griff                                       |                    |
| 2017                               | Spider-Man: Homecoming                      | Coach Andre Wilson |
| 2018                               | Tag                                         | Kevin Sable        |
| 2021                               | Spider-Man: No Way Home                     | Coach Andre Wilson |
| 2023                               | Teenage Mutant Ninja Turtles: Mutant Mayhem | Genghis Frog       |

### Televisie
| Jaar                                            | Titel                                  | Rol |
| ----------------------------------------------- | -------------------------------------- | --- |
| 2009                                            |                                        |     |
| The Very Funny Show                             |                                        |     |
| Saturday Night Live                             | Vliegtuigpassagier                     |     |
| 2010                                            |                                        |     |
| Saturday Night Live                             | Michael                                |     |
| Louie                                           | Hannibal                               |     |
| 30 Rock                                         | Hannibal/ Bum/ Zwerver                 |     |
| 2012                                            |                                        |     |
| Promos                                          |                                        |     |
| The Eric Andre Show New Year's Eve Spooktacular | Co-Host/ Zichzelf                      |     |
| 2013                                            |                                        |     |
| The Mindy Project                               | Derek                                  |     |
| Kroll Show                                      | Basketbalspeler                        |     |
| High Maintenance                                | Hannibal                               |     |
| Bob's Burgers                                   | Hefty Jeff                             |     |
| China, IL                                       | Matt Attack/ DJ Don Jose/ Street Troll |     |
| The Eric Andre Show                             |                                        |     |
| 2014                                            |                                        |     |
| Lucas Bros Moving Co                            | Mam (stem)                             |     |
| @midnight                                       |                                        |     |
| Broad City                                      | Lincoln Rice                           |     |
| Chozen                                          | Crisco                                 |     |

## Prijzen en nominaties
| Jaar | Werk                | Prijs                          | Organisatie                           | Categorie                                                 | Resultaat   |
| ---- | ------------------- | ------------------------------ | ------------------------------------- | --------------------------------------------------------- | ----------- |
| 2007 | Stand-up-routine    | Chicago's grappigste persoon   | Time Out Chicago                      | Chicago-based contest                                     | Gewonnen    |
| 2010 | Saturday Night Live | Emmy Award                     | Academy of Television Arts & Sciences | Outstanding Writing for a Variety, Music or Comedy Series | Genomineerd |
| 2011 | 30 Rock             | Writers Guild of America Award | Writers Guild of America              | Outstanding Achievement – Comedy Series                   | Genomineerd |
| 2012 | 30 Rock             | Writers Guild of America Award | Writers Guild of America              | Outstanding Achievement – Comedy Series                   | Genomineerd |
| 2012 | Stand-up-routine    | American Comedy Award          | Comedy Central                        | Best Club Comic                                           | Gewonnen    |